# Silly-sur-Nied
Silly-sur-Nied är en kommun i departementet Moselle i regionen Grand Est (tidigare regionen Lorraine) i nordöstra Frankrike. Kommunen ligger i kantonen Pange som tillhör arrondissementet Metz-Campagne. År 2022 hade Silly-sur-Nied 711 invånare.

## Befolkningsutveckling
Antalet invånare i kommunen Silly-sur-Nied
| Referens: INSEE |